# ناحیه أزال
ناحیهٔ أزال (به عربی: مدیریة أزال) یک ناحیه در یمن است که در صنعا واقع شده‌است. ناحیهٔ أزال ۱۱۵٬۰۵۴ نفر جمعیت دارد.